# Joseph Griffin
Joseph Griffin (16 de agosto de 1963, Montreal, Quebec, Canadá) es un actor de Hollywood de cine y televisión.
Lleva actuando desde 1988, cuando a los 15 años participó en un episodio de Night Heat. Desde entonces, ha participado en diversas producciones, especialmente en televisión.
Una de sus últimas apariciones en la pequeña pantalla ha sido en la famosa serie norteamericana 24, junto a Kiefer Sutherland, quien fue nominado al Globo de Oro por su actuación en la misma.
Está casado y tiene varios hijos. Es cooperador de Opus Dei.

## Filmografía
1. "24"
2. El Cortez (2006)
3. Headhunter (2004/II)
4. Direct Action (2004) (Carter, en créditos como Joseph Luna Griffin)
5. Detention (2003)
6. Recipe for Murder (2002) (TV)
7. Going Back (2001) (TV)
8. A Friday Night Date (2000) (TV)
9. Striking Poses (1999)
10. Milgaard (1999) (TV)
11. "Total Recall 2070" (un episodio, 1999)
12. Painted Angels (1998)
13. "Once a Thief" (un episodio, 1998)
14. "F/X: The Series" ((un episodio, 1997)
15. Men with Guns (1997/I)
16. "La Femme Nikita" (1 episode, 1997)
17. No Contest II (1997)
18. "Ready or Not" (25 episodios, 1993-1997)
19. First Degree (1996) (V)
20. "Lonesome Dove: The Outlaw Years" (1 episodio, 1996)
21. Young at Heart (1995) (TV)
22. "Due South" (1 episodio, 1995)
23. "Counterstrike" (1 episodio, 1993)
24. "Secret Service" D (1 episodio, 1993)
25. "Top Cops" (4 episodios, 1991-1993)
26. "Sweating Bullets" (1 episodio, 1992)
27. Change of Heart (1992)
28. "The Hitchhiker" (1 episodio, 1990)
29. Personals (1990) (TV) (en créditos, como Joe Griffin)
30. "Katts and Dog" (2 episodios, 1988-1990)
31. Renegades (1989) (como Joe Griffin)
32. Cold Comfort (1989) (no aparece en créditos)
33. "Night Heat" (1 episodio, 1988)